# Lời cầu hôn
Lời Cầu Hôn (tựa gốc tiếng Anh: The Proposal) là một bộ phim tình cảm hài hước ra mắt năm 2009, do Anne Fletcher làm đạo diễn, với sự tham gia diễn xuất của Sandra Bullock và Ryan Reynolds. Kịch bản phim do Pete Chiarelli viết. Bộ phim được công chiếu tại Bắc Mỹ vào ngày 19 tháng 6 bởi Touchstone Pictures và vào ngày 22 tháng 7 tại Anh.

## Nội dung
Margaret Tate là trưởng ban biên tập của nhà xuất bản Colden Books. Những nhân viên dưới quyền rất ghét lối hành xử lạnh lùng của cô. Khi biết mình sẽ bị trục xuất về Canada cô liền ép trợ lý của mình là Andrew phải lấy cô để cô có thể nhập quốc tịch Hoa Kỳ, bù lại tương lai nghề nghiệp của Andrew sẽ được Margaret bảo đảm. Andrew đồng ý làm đám cưới với Margaret.
Cả hai người về nhà của Andrew ở Sitka, Alaska và vờ như họ là một đôi tình nhân, ở đây Margaret nhận ra gia đình Andrew nắm giữ rất nhiều công việc kinh doanh của Sitka và họ về đúng dịp mọi người chuẩn bị cho ngày sinh nhật lần thứ 90 của bà nội Andrew. Khi ở Sitka, Margaret hiểu rõ hơn về người trợ lý mà 3 năm qua cô đối xử không mấy mặn mà, Andrew cũng hiểu rõ hơn về con người Margaret và giải quyết được mâu thuẫn với người cha bấy lâu anh luôn trốn tránh.

## Diễn viên
- Sandra Bullock trong vai Margaret Tate, trưởng ban biên tập của nhà xuất bản Colden Books. Vì mang quốc tịch Canada và visa đã quá hạn, cô nảy ra ý định kết hôn với người trợ lý của mình. Margaret không biết bơi và là một người mồ côi, cha mẹ cô qua đời trong một tai nạn ô tô khi cô mới 16 tuổi. Cô xăm hình đôi nhạn ở lưng kể từ sau vụ tai nạn đó.
- Ryan Reynolds trong vai Andrew Paxton, trợ lý tốt bụng của Margaret, người mong được đề bạt lên làm biên tập. Anh đồng ý làm đám cưới giả với Margaret. Andrew đã rời bỏ gia đình giàu có của mình để thực hiện giấc mơ riêng trong ngành xuất bản.
- Mary Steenburgen trong vai Grace Paxton, mẹ của Andrew.
- Craig T. Nelson trong vai Joe Paxton, bố của Andrew.
- Betty White trong vai Annie, bà nội 90 tuổi và hơi tưng tửng của Andrew. Bà yêu mến Margaret ngay khi gặp mặt, và cùng với bà Grace, hai người ủng hộ chuyện Andrew cưới Margaret.
- Denis O'Hare trong vai ngài Gilbertson, nhân viên phòng nhập cư đang điều tra về Margaret. Ông tin đám cưới của Andrew và Margaret là giả và theo dõi hành tung của cặp đôi này.

## Bối cảnh
Mặc dù bộ phim lấy bối cảnh phần lớn ở Sitka, Alaska nhưng bộ phim được quay tại Cape Ann thuộc Massachusetts, chủ yếu là Rockport.

## Sự đón nhận

### Đón nhận từ giới phê bình
Rotten Tomatoes thông báo rằng 44% nhà phê bình cho đánh giá tích cực trong tổng số 180 bài phê bình với điểm trung bình 5.3/10. Tính đến ngày 5 tháng 6 năm 2015, trên trang IMDb bộ phim có điểm trung bình 6.7/10 với 195,974 bình chọn.

### Chiếu rạp
Vào ngày công chiếu, bộ phim thu về 12.7 triệu USD tại 3,056 rạp, dẫn đầu ngày hôm đó, tiếp tục dẫn đầu cuối tuần với 34 triệu USD, vượt qua Year One, Up và The Hangover. Bộ phim thu về 317,4 triệu USD trên toàn cầu và là một trong những bộ phim thành công nhất trong sự nghiệp của Sandra Bullock, với doanh thu 163,958,031 USD riêng ở Hoa Kỳ và Canada.

### Phát hành DVD & Blu-Ray
The Proposal phát hành đĩa DVD và Blu-Ray vào ngày 13 tháng 10 năm 2009 ngày 13 tháng 10 năm 2009. Sau hai tuần, bộ phim bán được 3,314,840 bản đĩa DVD thu về 54,744,965 USD.
Tháng 3 năm 2011, Phương Nam Phim phát hành DVD chính thức của bộ phim tại Việt Nam.

## Giải thưởng & Đề cử
Sandra Bullock được đề cử cho giải Quả cầu vàng tại hạng mục Giải Quả cầu vàng cho nữ diễn viên phim ca nhạc hoặc phim hài xuất sắc nhất và nhận giải Teen Choice Award dành cho hạng mục Choice Summer: Phim lãng mạn năm 2009. Sandra Bullock còn nhận giải Nữ diễn viên xuất sắc nhất và bộ phim nhận giải Phim hài xuất sắc nhất tại People's Choice Award.